# Río Curanilahue
El río Curanilahue es un curso natural de agua de Chile que nace en la confluencia del río Negro y el río Descabezado, ambos drenan las laderas occidentales de la cordillera de Nahuelbuta.

## Trayecto
Fluye inicialmente hacia el NO y bordea la ciudad de Curanilahue a 45 km de su origen. Tras otros 28 km de recorrido se le une el río Pilpilco y nace allí el río Lebu.: 439 

## Historia
Francisco Astaburuaga escribió en 1899 en su obra póstuma Diccionario geográfico de la República de Chile sobre el río:
Curanilahue.-—Riachuelo del departamento de Lebu, que procede de la vertiente occidental de la cordillera de Nahuelvuta, formándose en esa sección, al N. de las fuentes de Pilpilco, de varios arroyos que se reúnen después de correr por corta distancia hacia el O.; y de aquí, donde se encuentran las minas de carbón fósil, se dirige hacia el S. por unos 20 kilómetros y va á confluir con dicho río Pilpilco en dirección al N. de la ciudad de Cañete.